# Maria Antonieta de Brito
Maria Antonieta de Brito (Guarujá, 19 de abril de 1969) é professora e política brasileira, prefeita de sua cidade natal de 2009 a 2016.
Filiada ao Partido do Movimento Democrático Brasileiro (PMDB), foi eleita prefeita de Guarujá no primeiro turno das eleições municipais de 2008. Tomou posse em 1º de janeiro de 2009. Em 2012, Maria Antonieta de Brito foi reeleita Prefeita com 106.415 votos. 

## Biografia
Filha primogênita de Erasmo Aprigio de Brito e Waldemira Maria de Brito. Seus pais são emigrantes nordestinos e se mudaram para a cidade do Guarujá na década de 1960. Maria Antonieta nasceu e viveu no bairro Morrinhos, em Guarujá.
Em 1990 foi aprovada no concurso público para professores da Escola Municipal 1° de Maio, onde lecionou regularmente desde então, até assumir a prefeitura de Guarujá em janeiro de 2009.
Em 1991 Maria Antonieta de Brito entra na faculdade e deu inicio ao curso de bacharelado em Química,com atribuição tecnológica na Universidade Santa Cecília, concluindo sua formação acadêmica em 1995.
Em 1996 iniciou o curso superior de licenciatura em Química, o qual ela concluiu no mesmo ano.

## Carreira política
A vida político-partidária de Maria Antonieta de Brito começou oficialmente aos 17 anos, quando se filiou ao recém-criado Partido dos Trabalhadores (PT). Foi assessora parlamentar da então deputada Mariângela Duarte (PT) e iniciou a sua carreira política como vereadora por este partido, ocupando a vereança entre os anos de 2001 e 2004.
Em 2004 é candidata a vice-prefeita na chapa de Nelson Fernandes, ambos perdendo para Farid Madi (PDT), E em 2006 tenta uma vaga na Assembleia Legislativa, sem sucesso. No ano seguinte, em 2007, Antonieta filiou-se ao Partido do Movimento Democrático Brasileiro PMDB..
Nas eleições de 2008, conquistou a prefeitura de Guarujá. Somava 52,2% dos votos válidos quando 98,8% das urnas já tinham sido apuradas.
Em 2012, foi reeleita com 106.415 votos.
Em 2017, após não fazer sucessor, Maria Antonieta volta a lecionar na rede pública de Guarujá, como professora de Matemática, Ciências e Química

## Experiência política
É conselheira fiscal da Associação Paulista de Municípios e vice-presidente de Finanças Públicas da Frente Nacional de Prefeitos (FNP).
Em abril de 2011, Antonieta participou da 59ª Reunião Geral da Frente Nacional dos Prefeitos, entidade da qual foi reeleita vice-coordenadora do Estado de São Paulo.
Como prefeita de Guarujá, faz parte do Conselho fiscal da Associação Brasileira de Municípios Portuários (ABMP).
Em 22 de fevereiro de 2011, foi eleita presidente do Conselho de Desenvolvimento da Região Metropolitana da Baixada Santista (Condesb), para a gestão 2011, sendo a primeira mulher eleita a ocupar o cargo em 10 anos.